# Kabinet-Ansip III
Het derde kabinet van Andrus Ansip was van 6 april 2011 tot 26 maart 2014 de regering van Estland. Ansip won met zijn partij Eesti Reformierakond de Estische parlementsverkiezingen van 2011. Hij vormde met Isamaa ja Res Publica Liit (IRL) een nieuwe coalitie. Deze twee partijen hadden na de verkiezingen een meerderheid in de Riigikogu, het Estische parlement.

## Samenstelling
- Premier: Andrus Ansip (Reformierakond)
- Minister van Financiën: Jürgen Ligi (Reformierakond)
- Minister van Buitenlandse Zaken: Urmas Paet (Reformierakond)
- Minister van Economische Zaken en Communicatie: Juhan Parts (IRL)
- Minister van Justitie:
  - Kristen Michal (Reformierakond) tot 10 december 2012
  - Hanno Pevkur (Reformierakond) vanaf 11 december 2012
- Minister van Defensie:
  - Mart Laar (IRL) tot 11 mei 2012
  - Urmas Reinsalu (IRL) vanaf 11 mei 2012
- Minister van Cultuur: 
  - Rein Lang (Reformierakond) tot 4 december 2013
  - Urve Tiidus (Reformierakond) vanaf 4 december 2013
- Minister van Binnenlandse Zaken: Ken-Marti Vaher (IRL)
- Minister van Regionale Zaken: Siim Valmar Kiisler (IRL)
- Minister van Onderwijs en Onderzoek: Jaak Aviksoo (IRL)
- Minister van Milieu: Keit Pentus (Reformierakond)
- Minister van Sociale Zaken:
  - Hanno Pevkur (Reformierakond) tot 10 december 2012
  - Taavi Rõivas (Reformierakond) vanaf 11 december 2012
- Minister van Landbouw: Helir-Valdor Seeder (IRL)